# Василенко, Дмитрий Юрьевич
Дми́трий Ю́рьевич Василе́нко (род. 11 мая 1969 года, Кириши, Ленинградская область) — российский государственный деятель, первый заместитель председателя Комитета Совета Федерации РФ по науке, образованию и культуре, представитель Совета Федерации от Законодательного собрания Ленинградской области.
Из-за вторжения России на Украину, находится под международными санкциями стран Евросоюза, США и ряда других стран

## Биография
Родился 11 мая 1969 года в г. Кириши Ленинградской области. Детство и юность провел в Тихвине. Имеет 2 высших образования. В 2001 году закончил Санкт-Петербургский институт внешнеэкономических связей по специальности «юриспруденция», в 2005 — Северо-Западную академию государственной службы по специальности «государственное и муниципальное управление».
В 2001 году, когда Василенко был лишь 31 год, он победил на выборах в Шлиссельбурге, став, таким образом, самым молодым мэром в Европе. Впоследствии избирался на эту должность ещё дважды. В октябре 2012 года, после победы на выборах, стал главой Кировского муниципального района Ленинградской области, в 2014 году подтвердил свои полномочия.
В сентябре 2016 года Дмитрий Василенко избран депутатом Законодательного собрания Ленинградской области по Кировскому одномандатному избирательному округу № 9.
5 октября решением ЗАКСа шестого созыва наделен полномочиями члена Совета Федерации Федерального Собрания РФ. За кандидатуру Дмитрия Василенко проголосовал 41 депутат. С октября 2019 года — первый зампред комитета по науке образованию и культуре.
Член партии «Единая Россия». До октября 2016 года являлся секретарём Кировского местного отделения Партии. Состоит в кадровом резерве Президента РФ. Женат, трое детей. Является почётным гражданином города Шлиссельбурга и почётным гражданином Кировского района Ленинградской области.
В 2004 году за проявленные мужество и героизм при проведении спасательных работ на пожаре в Шлиссельбурге был награждён МЧС России медалью «За отвагу на пожаре». Василенко вывел и спас из горящего дома, где рвались газовые баллоны, 8 человек. В 2019 году награждён медалью ордена «За заслуги перед Отечеством» II степени и медалью Министерства обороны Российской Федерации «Участнику военной операции в Сирии».
Отмечен благодарностями Председателя Совета Федерации ФС РФ Валентины Матвиенко и Премьер-министра России Дмитрия Медведева.
Награждён почётной грамотой Президента РФ за большой вклад в сохранение исторической памяти о Великой Отечественной войне 1941—1945 годов.
В июне 2022 г. получил почетную грамоту Правительства РФ «За большой вклад в развитие российского парламентаризма и активную законотворческую деятельность».
19.09.2021 избран депутатом Законодательного собрания Ленинградской области. 07.10.2021 вновь наделен полномочиями сенатора Совета Федерации Федерального Собрания Российской Федерации.
Представляет Российскую Федерацию в Парламентской ассамблее Совета Европы. 02.11.2022 назначен полномочным представителем Совета Федерации Федерального Собрания Российской Федерации в Правительстве Российской Федерации.
Кандидат в мастера спорта по боксу. В 2010 году стал обладателем премии радиостанции «ПИТЕР FM». В 2011 году выпустил первый студийный альбом «Раненая душа».

## Санкции
16 декабря 2022 года, на фоне вторжения России на Украину, включён в санкционный список Евросоюза, так как «поддерживал и реализовывал действия и политику, которые подрывают территориальную целостность, суверенитет и независимость Украины и ещё больше дестабилизируют Украину».
30 сентября 2022 года внесён санкционный список Соединенных Штатов Америки «за аннексию Путиным регионов Украины» и одобрения закона о фейках. Государственный департамент отмечает что сенаторы «проголосовали за одобрение просьбы Путина о вводе войск в Украину, что послужило неоправданным предлогом для полномасштабного вторжения России в Украину».
По аналогичным основаниям также находится в санкционных списках Канады, Швейцарии, Австралии, Украины и Новой Зеландии

## Награды
- Орден Дружбы (24 января 2025)[24] —за вклад в развитие парламентаризма, активную законотворческую деятельность и многолетнюю добросовестную работу
- Медаль ордена «За заслуги перед Отечеством» II степени
- Медаль «За отвагу на пожаре» (МЧС)
- Медаль «Участнику военной операции в Сирии»
- Медаль «Совет Федерации. 25 лет»
- Медаль «Памяти Героев Отечества»[25]